# Szwadrony śmierci (film)
Szwadrony śmierci (wł. Gott mit uns - Dio è con noi) – włosko-jugosłowiański dramat wojenny z 1970 roku w reżyserii Giuliano Montaldo.
Film oparty jest na prawdziwej historii dwóch niemieckich marynarzy, Bruno Dorfera i Rainera Becka, którzy zostali straceni za dezercję 13 maja 1945 po tym, jak zostali uznani za winnych tchórzostwa przez innych jeńców wojennych. Wyrok wykonali jeńcy niemieccy pod kontrolą kanadyjską, za zezwoleniem komendy obozu jenieckiego.
Polska premiera odbyła się we wrześniu 1971 roku w podwójnym pokazie z dokumentem O szarańczy inaczej (1969) produkcji WFO. Film był dystrybuowany z polskim dubbingiem w reżyserii Jerzego Twardowskiego.

## Fabuła
Dwóch niemieckich dezerterów z marynarki wojennej, chorąży – Grauber (Franco Nero) i kapral – Schultz (Larry Aubrey) zostali internowani przez armię kanadyjską wiosną 1945 roku. Podczas internowania w kanadyjskim obozie jenieckim, w którym pułkownik von Bleicher był starszym wśród jeńców. Bohaterowie jako dezerterzy poddani zostali formalnemu sądowi wojskowemu, zorganizowanemu przez von Bleichera. Po procesie, skazani na śmierć mają zostać straceni w „piątym dniu pokoju”. Von Bleicher wywiera nacisk na kapitana Millera, komendanta kanadyjskiego obozu, aby zezwolił na wykonanie egzekucji. Prosi o broń i amunicję, aby wykonać wyrok i otrzymuje to. Wyrok wykonano.

## Obsada
| Rola                    | Aktor              | Głos              | Polski dubbing       |
| ----------------------- | ------------------ | ----------------- | -------------------- |
| chorąży Bruno Grauber   | Franco Nero        | Sergio Graziani   | Roman Wilhelmi       |
| kapral Rainer Schultz   | Larry Aubrey       | Massimo Turci     | Lechosław Herz       |
| kapitan Henry Miller    | Richard Johnson    | Giuseppe Rinaldi  | Witold Kałuski       |
| pułkownik von Bleicher  | Helmuth Schneider  | Pino Locchi       | Janusz Bylczyński    |
| kapral Jelinek          | Bud Spencer        | Glauco Onorato    | Zbigniew Kryński     |
| porucznik George Romney | Relja Bašić        | Michele Gammino   | Ryszard Bacciarelli  |
| generał Snow            | Michael Goodliffe  | Bruno Persa       | Tadeusz Cygler       |
| sierżant Trevor         | Enrico Osterman    | Oreste Lionello   | Marian Glinka        |
| Gleason                 | Emilio Delle Piane | Carlo Alighiero   | Henryk Łapiński      |
| kapitan Werner          | Oswaldo Ruggeri    | Romano Malaspina  | Jerzy Molga          |
| Dick                    | T.P. McKenna       | brak danych       | brak danych          |
| Mark McDonald           | Graham Armitage    | brak danych       | Kazimierz Wróblewski |
| major Brandt            | Demeter Bitenc     | Alessandro Sperlì | Saturnin Żórawski    |
| sierżant Malley         | Renato Romano      | Sergio Tedesco    | Jerzy Tkaczyk        |
| kapitan Bosch           | Sven Lasta         | brak danych       | Czesław Byszewski    |
| podporucznik Vaschel    | Torello Angeli     | brak danych       | Ryszard Gołębiowski  |
| Moller                  | Zlatko Madunić     | brak danych       | Olgierd Jacewicz     |
| spiker radiowy          | –                  | Romano Ghini      | brak danych          |